# Salvia dominica
Salvia dominica är en kransblommig växtart som beskrevs av Carl von Linné. Salvia dominica ingår i släktet salvior, och familjen kransblommiga växter. Inga underarter finns listade i Catalogue of Life.

## Bildgalleri

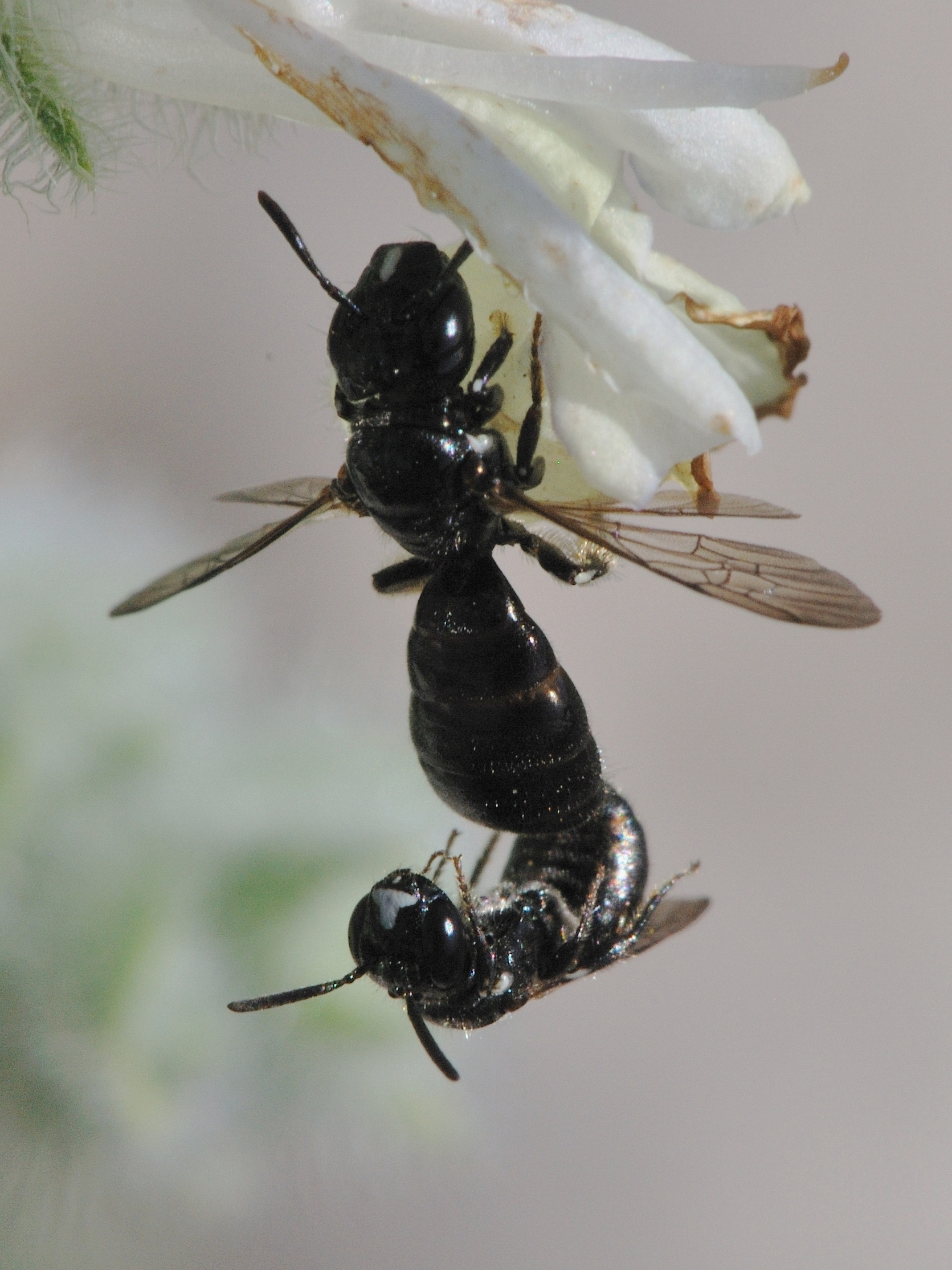
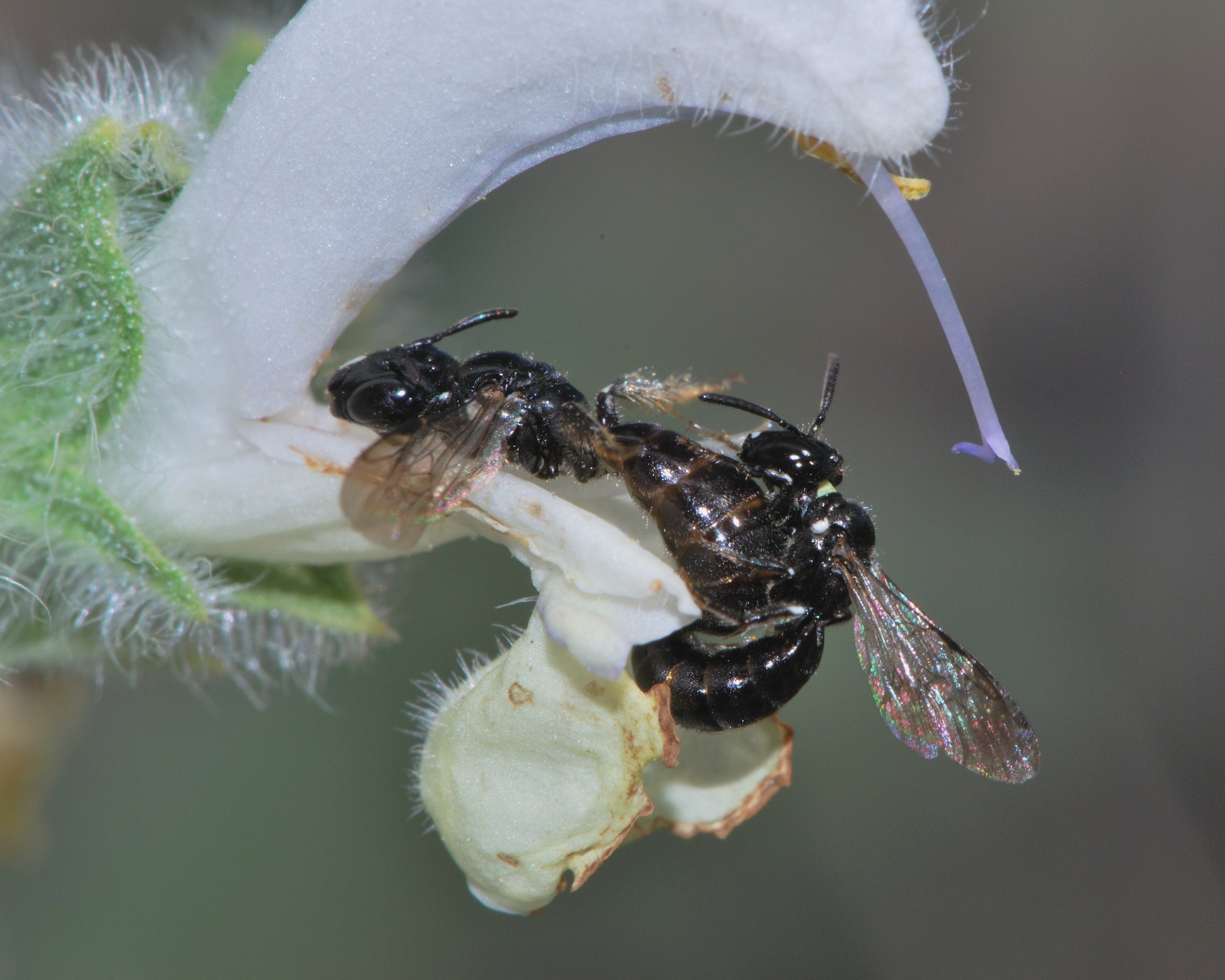
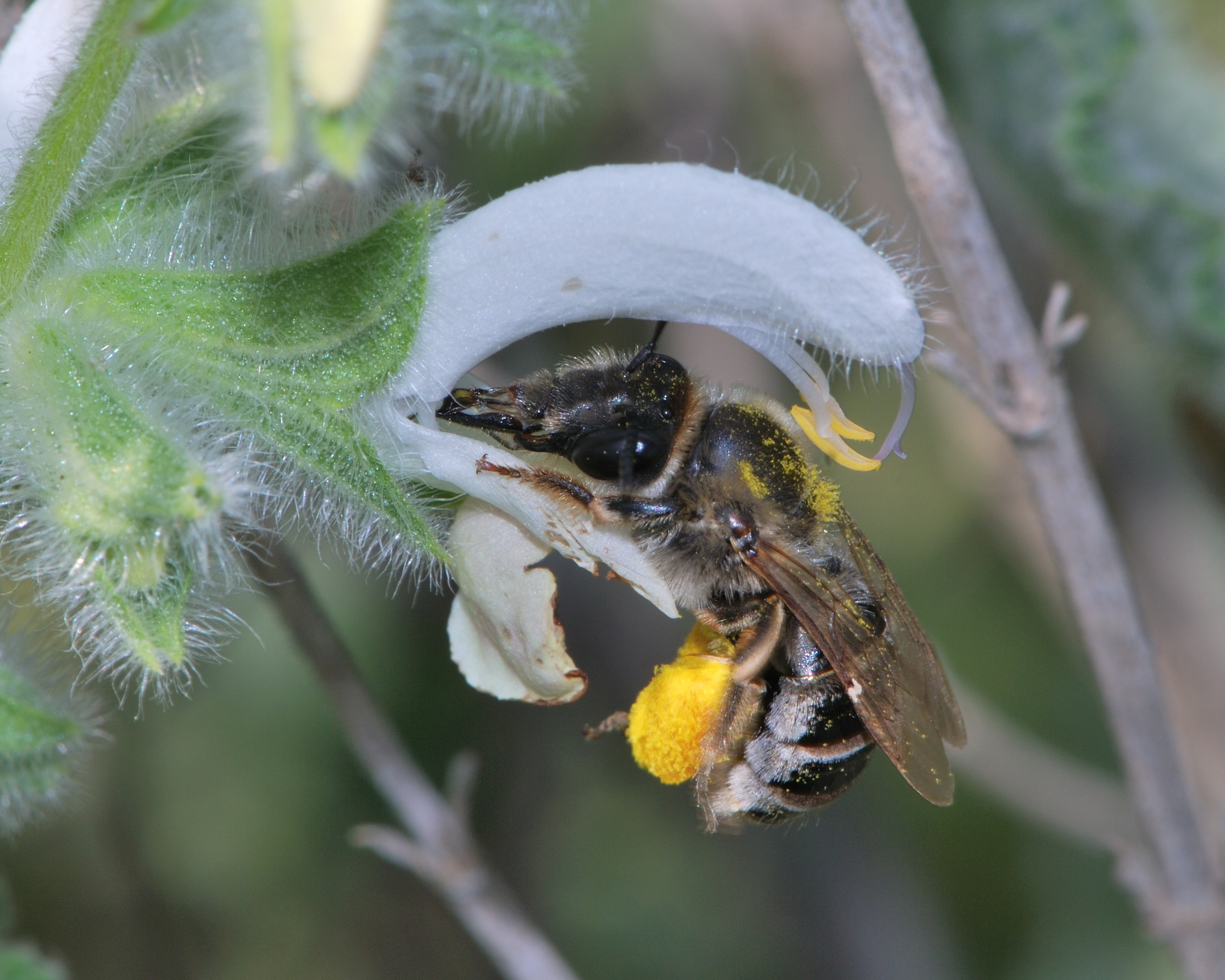
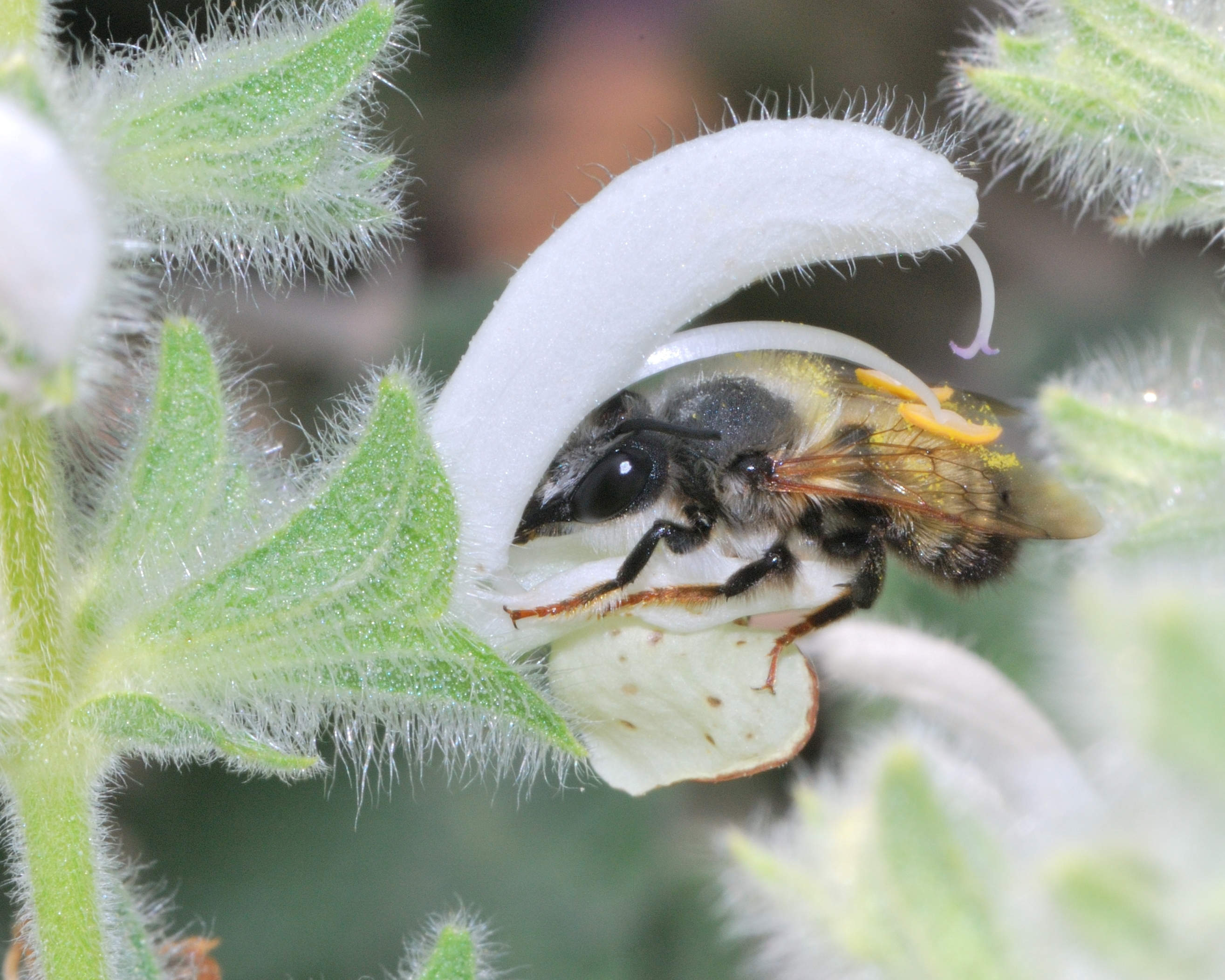